# 一代名臣范仲淹
《一代名臣范仲淹》是中華民國行政院文化建設委員會（文建會）與廣播電視事業發展基金（廣電基金）公共電視節目製播組為配合1989年9月1日仲淹誕辰一千週年而策劃、中國電視公司（中視）製作的公共電視節目第一部連續劇，1989年8月在中視南港攝影棚第八攝影棚開鏡，中視總經理鍾湖濱主持開鏡典禮並與文建會副主任委員張植珊、公共電視節目製播組組長韋光正、中國國民黨中央委員會文化工作會副主任鄭貞銘共同按鈕開鏡，製作人是高光德，田鵬飾演范仲淹，善妮飾演范仲淹妻，盧碧雲飾演章獻明肅皇后，孟元飾演晏殊，郎雄飾演呂夷簡，許家榮飾演富弼，歸亞蕾飾演十六姊，高培均飾演宋仁宗，王昌熾飾演夏竦，總計製作40套衣服、35頂帽子、38雙鞋，首播時間為1989年8月28日至1989年9月1日的每日21:00～21:30。
1990年第25屆金鐘獎，本劇入圍電視金鐘獎美術指導獎，入圍者是陳炳義。